# Guido Cavalli
Guido Cavalli (Napoli, 25 giugno 1892 – ...) è stato un calciatore e dirigente sportivo italiano, di ruolo portiere o attaccante.

## Carriera
L'ingegnere Guido Cavalli è stato un pioniere del calcio italiano.
Agli albori del XX secolo cominciò a giocare nella Juventus di Napoli, squadra del quartiere del Vasto. Con la scomparsa dei primissimi club partenopei, passò al Naples, in cui giocherà dal 1911 al 1922 ad eccezione del 1913-1914 e della sospensione bellica. Con tale club collezionerà in totale 34 presenze, di cui 33 in massima serie.
Con la fusione tra il Naples e l'Internazionale Napoli, Cavalli difese la porta anche della neonata Internaples, collezionando 11 presenze in Prima Divisione 1922-1923. Giocò un'ultima gara il 7 dicembre 1924, un Savoia-Internaples 4-2 nel campionato di 1924-1925. In totale conta 44 presenze in massima serie.
Nella stagione 1914-1915 fu schierato come attaccante.
Appese le scarpette al chiodo, divenne dirigente federale, tra le prime personalità del calcio cui si deve nel 1927 la costituzione del primo nucleo di arbitri napoletani.

## Statistiche

### Presenze e reti nei club
| Stagione           | Squadra            | Campionato         | Campionato | Campionato | Coppe nazionali | Coppe nazionali | Coppe nazionali | Totale | Totale |
| Stagione           | Squadra            | Comp               | Pres       | Reti       | Comp            | Pres            | Reti            | Pres   | Reti   |
| ------------------ | ------------------ | ------------------ | ---------- | ---------- | --------------- | --------------- | --------------- | ------ | ------ |
| 19??               | Juventus           | ?                  | ?          | ?          |                 |                 |                 | ?      | ?      |
| 1911-1912          | Naples             | SC                 | 1          | ?          |                 |                 |                 | 1      | ?      |
| 1912-1913          | Naples             | PC                 | 4          | -6         | CL              | ?               | ?               | 4      | -6     |
| 1914-1915          | Naples             | PC                 | 2          | 0          |                 |                 |                 | 2      | 0      |
| 1919-1920          | Naples             | PC                 | 8          | -14        |                 |                 |                 | 8      | -14    |
| 1920-1921          | Naples             | PC                 | 8          | -16        |                 |                 |                 | 8      | -16    |
| 1921-1922          | Naples             | PD                 | 11         | -23        |                 |                 |                 | 11     | -23    |
| Totale Naples      | Totale Naples      | Totale Naples      | 34         | -59        |                 | ?               | ?               | 34     | -59    |
| 1922-1923          | Internaples        | PD                 | 10         | -11        |                 |                 |                 | 10     | -11    |
| 1924-1925          | Internaples        | PD                 | 1          | -4         |                 |                 |                 | 1      | -4     |
| Totale Internaples | Totale Internaples | Totale Internaples | 11         | -15        |                 |                 |                 | 11     | -15    |
| Totale carriera    | Totale carriera    | Totale carriera    | 45         | -74        |                 | ?               | ?               | 45     | -74    |